# Kropps landskommun

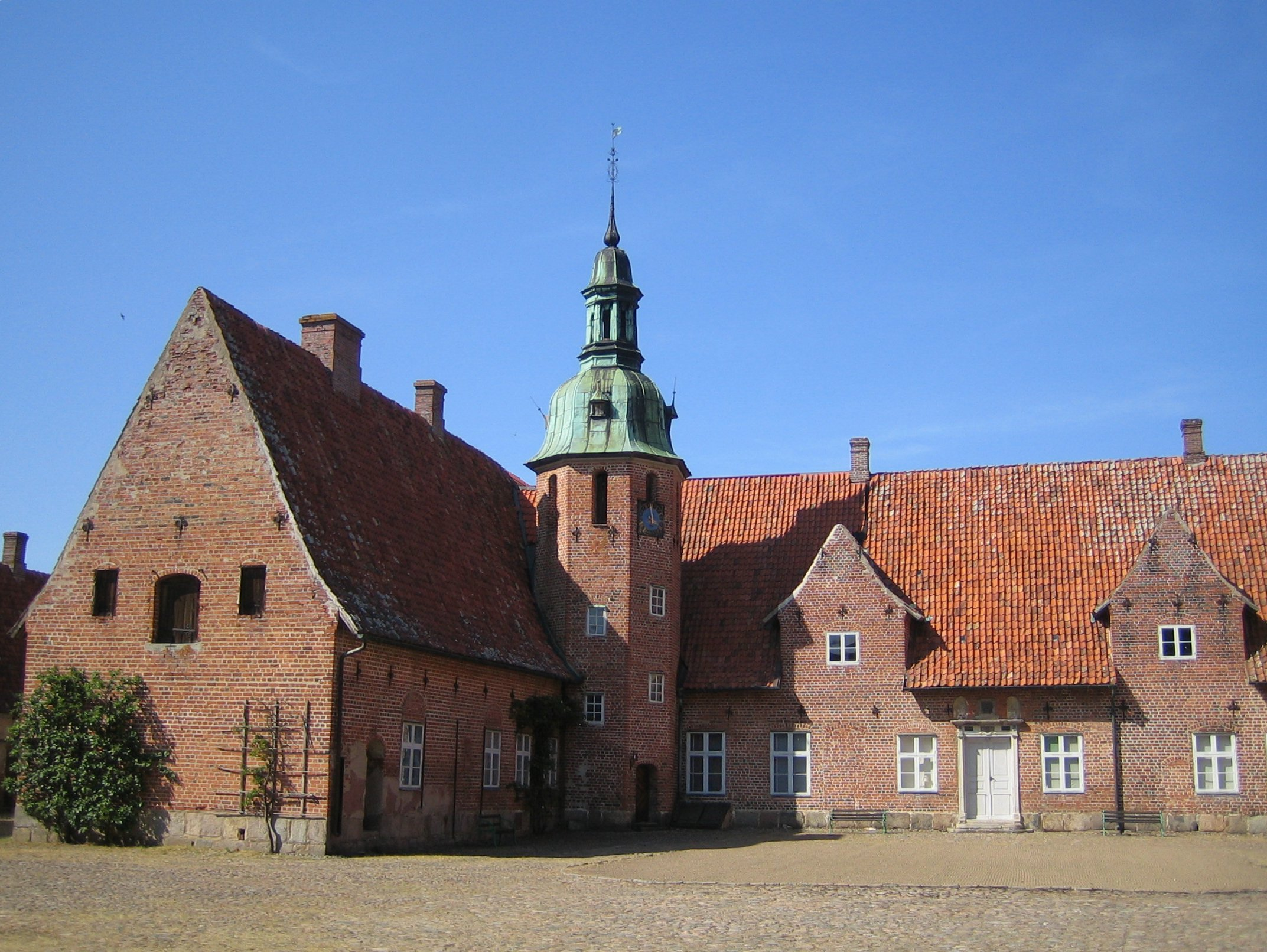
Rosendals slott.

Kropps landskommun var en tidigare kommun i dåvarande Malmöhus län. 

## Administrativ historik
När 1862 års kommunalförordningar trädde i kraft inrättades över hela landet cirka 2 400 landskommuner (baserade på den äldre sockenindelningen) samt 89 städer och ett litet antal köpingar. I Luggude härad i Skåne inrättades då denna kommun baserad på Kropps sockens gränser.  Den 1 januari 1920 minskade kommunens yta något genom att en del av dess område i väster införlivades med dåvarande Helsingborgs stad. Detta eftersom Helsingborgs stad ville ha hela Skånska husarregementets övningsfält inom sina gränser. Genom ytterligare en kommunreform 1952 gick Kropps landskommun upp i Mörarps kommun, vilken i sin tur år 1971 uppgick i Helsingborgs kommun.

## Politik

### Mandatfördelning i valen 1935–1946
| 6 | 9 |

| 15 |

| 7 | 8 |

| 15 |

| 7 | 8 |

| 15 |

| 7 | 8 |

| 15 |